# 阿瓜卡連特德卡塔戈區
阿瓜卡連特德卡塔戈區（西班牙語：Agua Caliente de Cartago），是哥斯達黎加的一個區，位於該國東部卡塔戈省，面積104.15平方公里，海拔高度1,330米，2011年人口31,789，人口密度每平方公里305.22人。